# ماديسون (ويسكونسن)
ماديسون (بالإنجليزية: Madison (town), Wisconsin)‏ هي بلدة تقع بولاية ويسكونسن في الولايات المتحدة. تبلغ مساحتها (كم²)، وترتفع عن سطح البحر 258 م، بلغ عدد سكانها 6279 نسمة في عام 2010 حسب إحصاء مكتب تعداد الولايات المتحدة .

## وصلات خارجية
- The US50 - Cities and Towns in Wisconsin State
- Wisconsin Cities and Towns, Facts, Map, Flag, Colleges, Government, and More